# EDTA
EDTA eller etylen-diamin-tetra-eddikesyre er et krystallinsk stof, som har sit smeltepunkt ved omtrent 250°. Stoffet virker som chelat, og det bruges som natriumsalt til at binde metaller i kompleks form. Det giver stoffet mange, tekniske anvendelser: medicinsk, i sneglebekæmpelse og ved fremstilling af mikronæringsstofgødninger.
EDTA-behandling er en kontroversiel medicinsk behandling af åreforkalkning (kelationsbehandling).  EDTA anvendes også på skadestuerne til behandling af læsket kalk i øjnene og som tilsætning ved blodprøvetagning, hvilket hindrer blodet i at koagulere. EDTA er fortsat det foretrukne medikament ved behandling af blyforgiftning.
EDTA bruges også i kemi og biokemi til at binde divalente kationer, f.eks. til at fjerne positive ioner bundet til proteiner, ved kompleksdannelse med de ledige elektronpar på oxygenatomerne.